# Тетеревиний тік
Тетеревиний тік — загальнозоологічний заказник місцевого значення в Україні. Об'єкт природно-заповідного фонду Житомирської області. 
Розташований на території Житомирського району, Житомирської області, неподалік від села Новий Завод. 
Площа 108 га. Статус надано згідно з рішенням облвиконкому від 07.03.1991 року № 68. Перебуває у віданні ДП «Житомирське ЛГ» (Новозаводське л-во, кв. 73, 74). 
Статус надано для збереження одного з найпівденніших ареалів тетерукових токів. Багато боліт-блюдець, площею 0,5—1,0 га.